# Ленінське сільське поселення (Читинський район)
Ле́нінське сільське поселення (рос. Ленинское сельское поселение) — сільське поселення у складі Читинського району Забайкальського краю Росії.
Адміністративний центр та єдиний населений пункт — селище Ленінський.

## Населення
Населення сільського поселення становить 240 осіб (2019; 278 у 2010, 400 у 2002).